# Дан обуке
Дан обуке (енгл. Training Day) је филм из 2001. године који је режирао Антоан Фјукуа, главне улоге играју: Дензел Вошингтон, Итан Хок, Ева Мендез, Скот Глен и Том Беренџер.

## Радња
Филм говори о једном дану из живота Џејка Хојта (Итан Хок), полицајца из Лос Анђелеса који је недавно пребачен у одељење за наркотике. Ово му је први дан на новом месту; његов нови партнер, Алонзо Харис (Дензел Вошингтон), полицијски ветеран са солидним досијеом, жели да му Џејк покаже шта може. А Алонзо је изабрао веома погодан дан за то.
Американци више нису навикли да се на улицама њихове земље свакодневно води рат нарко-дилера и полиције. Алонзо је одавно схватио да је бескорисно борити се против овог зла легалним методама, па је развио одређену филозофију која балансира на граници добра и зла.
Након првог сусрета у ресторану брзе хране, Алонзо и Хојт су кренули на путовање опасним градским улицама. Прво што Алонзо уради је да покаже Хојту свог мексичког доушника, који продаје дрогу у замену за дозволу за трговину, одајући Алонзове информације. Након што се студентима прода дрога, Алонзо и Хојт их заустављају и одузимају робу и лулу за пушење.
Алонзо присиљава Хојта да попуши дозу дроге на нишану, након чега се обојица одвезу до Алонзовог пријатеља Роџера (Скот Глен), старог доушника. Након кратког разговора, Алонзо и Хојт путују у град, где Хојт, који је још увек под утицајем заостале дроге, примећује да девојку силују у уличици. Хојт, без Алонзове помоћи, спречава злочин и, покупивши новчаник девојке коју је Алонзо пустио, улази у ауто са потоњом, и заједно возе и задржавају другог дилера дроге, Блуа. Алонзо сазнаје ко снабдева Блуа креком и заједно са Хојтом одлази у кућу добављача, Сендмена, који је у затвору. По доласку у Сендменову кућу, Алонзо, кријући се иза налога за претрес, који заправо нема, претражује кућу Сендменове жене (Мејси Греј) и узима новац из ње, изазивајући пуцњаву. 
Након тога, заједно са Хојтом, Алонзо стиже у кућу Саре (Алонзове девојке). Након што су тамо провели неко време, Хојт и Алонзо стижу у ресторан, где Алонзо разговара о свом послу са „Три мудраца“ (Том Беринџер, Харис Јулин, Рејмонд Џ. Бери), утицајним људима из одељења и ФБИ, а такође „купује“ себи налог за претрес у Роџеровој кући. Испоставило се да је Алонзоов живот у опасности због убиства утицајног руског мафијаша, које је организовао у Вегасу. Добивши Роџеров новац, Алонзо га дели на чланове своје групе, након чега убија Роџера, намештајући Хојту убиство, рекавши да ће Хојт, као придошлица, се најлакше извући са свиме, и нудећи део Роџерове уштеђевине од четврт милиона долара. Хојт прети Алонзу пиштољем и каже да неће преузети кривицу за Роџерову смрт. Алонзо га уцењује чињеницом, да је Хојт пушио дрогу и његова реч ће бити против њихове речи. Након окршаја, Хојт, схватајући своју безнадежну ситуацију, спушта оружје, и заједно са Алонзом одлазе до банде Смајлија (Клиф Кертис) из Хилса са „поклонима“.
Алонзо, под изговором да иде у тоалет, напушта Хојта, који седа да игра покер са Смајлијем, Мореном (Ноел Гуглијеми) и Снајпером (Рејмонд Круз). Током игре, Хојт сазнаје да је Алонзо наручио његово убиство, а у међувремену иде на састанак са Русима да исплати милион од Роџеровог новца. Након што је покушао да се ослободи, Хојта зграбе и одвуку у купатило да га тамо упуцају, али Морено, решен да претражи полицајца пре масакра, проналази новчаник Смајлијеве рођаке, Лети, у Хојтовом џепу. Након што позове Лети, Смајли сазнаје да ју је Хојт спасао и уз речи „Ти и сам разумеш да је посао, посао“ пушта Хојта, који одлази у кућу Алонзове девојке (Ева Мендез). Хојт покушава да ухапси Алонза, али не успева, након чега између њих долази до пуцњаве, током које Хојт успева да преузме предност. Узимајући новац као доказ, Хојт презриво откида полицијску значку са Алонза и оставља га насамо са становницима гета, у којем су сви већ уморни од Алонза, и чланова банде Блек П. Стоунс („џунгле“), али Алонзо није убијен.
На крају, Алонзо креће на аеродром да напусти град, али га Руси претекну и упуцају. Хојт се, с друге стране, враћа кући својој супрузи, а иза кулиса стоји новинска прича која говори да је полицајац за наркотике ЛАПД убијен током опасног хапшења. Портпарол полиције рекао је да су иза преминулог Алонза Хариса остали супруга и четири сина: „Угледни полицајац је упуцан и убијен на путу до аеродрома у Лос Анђелесу. Полицијска управа изражава саучешће“.

## Улоге
| Глумац           | Улога           |
| ---------------- | --------------- |
| Дензел Вошингтон | Алонзо Харис    |
| Итан Хок         | Џејк Хојт       |
| Скот Глен        | Роџер           |
| Том Беренџер     | Стен Герски     |
| Харис Јулин      | Даг Росели      |
| Рејмонд Џ. Бари  | Лу Џејкобс      |
| Клиф Кертис      | Смајли          |
| Др. Дре          | Пол             |
| Снуп Дог         | Блу             |
| Мејси Греј       | Сандманова жена |
| Шарлота Ајана    | Лиса            |
| Ник Чинлунд      | Тим             |
| Питер Грин       | Џеф             |
| Хаиме Гомез      | Марк            |
| Рејмонд Круз     | Снајпер         |
| Ева Мендез       | Сара Харис      |
| Ноел Гуглијеми   | Морено          |

## Зарада
- Зарада у САД - 76.631.907 $
- Зарада у иностранству - 28.244.326 $
- Зарада у свету - 104.876.233 $